# Tank (альбом)
Tank — шестой студийный альбом британской группы Asian Dub Foundation, вышедший в 2005 году.

## Список композиций
1. Flyover (4:17)
2. Tank (5:36)
3. Hope (5:09)
4. Round Up (4:36)
5. Oil (4:33)
6. Powerlines (4:34)
7. Who Runs the Place (4:11)
8. Take Back the Power (4:27)
9. Warring Dhol (5:54)
10. Tomorrow Begins Today (3:59)
11. Melody 7 (6:14)

## Участники записи
- Steve Chandra Savale — гитара, бас-гитара, программирование, вокал
- Sanjay Tailor — клавишные, программирование
- John Pandit — вокал
- Dr.Das — бас-гитара, программирование
- Ghetto Priest — вокал
- MC.Spex — вокал
- Prithpal Rajput — табла